# Komise pro spravedlivé důchody
Komise pro spravedlivé důchody byla založena, aby zajistila důchodový systém České republiky udržitelný, zajišťující důstojné a spravedlivé důchody. Zřídila ji ministryně práce a sociálních věcí Jana Maláčová (za ČSSD ve druhé vládě Andreje Babiše vládnoucí v letech 2018–2021) a složení představila 1. ledna 2019. Tvořili ji zástupci odborné veřejnosti, státní správy a veřejnoprávních subjektů, zájmových sdružení a organizací, tzv. sociálních partnerů a představitelů politických směrů.
Svou činnost zahájila prvním jednáním 22. února 2019 a poslední 12. jednání proběhlo 27. listopadu 2020.
Jednalo se o šestou důchodovou komisi týkající se důchodové reformy v pořadí.

## Cíle komise
Komise měla přispět ke kvalitě předkládaných návrhů v oblasti důchodové politiky.
Věnovala se také stěžejním tématům:
- rozdílům mezi důchody žen a mužů
- možnostem dřívějšího odchodu do důchodu u náročných profesí
- nastavení vdovských a vdoveckých důchodů
- nastavení III. důchodového pilíře, tj. tzv. doplňkovému penzijnímu spoření a penzijnímu připojištění
- změnám architektury důchodového systému[5]
  - z prvního pilíře by měl být oddělen nultý pilíř obsahující minimální nebo základní důchod
- zajištění příjmů do důchodového systému[5][6]
  - nultý pilíř by měl být postupně hrazen z obecných daňových příjmů
  - první pilíř by měl být hrazen z vybraného pojistného

## Členové Komise pro spravedlivé důchody
Členy Komise pro spravedlivé důchody byli:

### 1. Zástupci odborné veřejnosti
- prof. Ing. Danuše Nerudová, Ph.D., předsedkyně komise – rektorka Mendelovy univerzity
- Radim Boháček, Ph.D. – CERGE-EI
- doc. Mgr. Radka Dudová, Ph.D. – Sociologický ústav AV ČR
- doc. Ing. Robert Jahoda, Ph.D. – Masarykova Univerzita, Ekonomicko-správní fakulta

- prof. Ing. Vojtěch Krebs, CSc. – VŠE, Katedra hospodářské a sociální politiky
- RNDr. Tomáš Kučera, CSc. – Univerzita Karlova, Přírodovědecká fakulta
- doc. Ing. Petr Tománek, CSc. – VŠB - Technická univerzita Ostrava, Katedra veřejné ekonomiky

- prof. PhDr. Martin Potůček, CSc., M.Sc. – Univerzita Karlova, Fakulta sociálních věd, Centrum pro sociální a ekonomické strategie – CESES
- Doc. Mgr. et Mgr. Jitka Vacková, Ph.D. – Jihočeská univerzita, Zdravotně sociální fakulta

- prof. Ing. Jaroslav Vostatek, CSc. – VŠFS, fakulta ekonomických studií

### 2. Zástupci státní správy a veřejnoprávních subjektů
- Mgr. Radka Štiková, Ph.D. – Česká národní banka
- Ing. Marie Bílková – Ministerstvo financí

- Ing. et Ing. Lenka Poliaková – Ministerstvo zdravotnictví

- Mgr. Pavel Matějíček – Veřejný ochránce práv
- prof. JUDr. Vilém Kahoun, Ph.D. – Úřad vlády (oddělení poradců)
- Ing. Martin Holub, Ph.D. – Výzkumný ústav práce a sociálních věcí
- Mgr. Ing. Martin Zelený, Ph.D – Český statistický úřad

### 3. Zástupci zájmových sdružení a organizací
- Ivana Jelínková – Národní centrum pro rodinu
- Mgr. Klára Čmolíková Cozlová – Gender Studies, o.p.s.

- JUDr. Jan Hutař – Národní rada osob se zdravotním postižením ČR, z.s.
- Dr. Zdeněk Pernes – Rada Seniorů ČR
- MUDr. Vladimír Dryml – Senioři ČR. z.s.
- PhDr. Eliška Kodyšová, Ph.D. – Česká ženská lobby, z.s.

- Bc. Terezie Šmídová – Život 90, z.ú.

### 4. Zástupci sociálních partnerů
- MUDr. Martin Engel – Asociace svobodných odborů
- JUDr. Vít Samek – Českomoravská konfederace odborových svazů
- Ing. Jitka Vítková – Konfederace zaměstnavatelských a podnikatelských svazů
- Mgr. Jan Rafaj, MBA – Svaz průmyslu a dopravy

### 5. Zástupci poslaneckých klubů
- Mgr. Lenka Dražilová – poslanecký klub ANO 2011
- Mgr. et Bc. Roman Sklenák, člen – poslanecký klub ČSSD
- Mgr. et Bc. Pavla Golasowská, DiS – poslanecký klub KDU-ČSL
- Ing. Jiří Dolejš – poslanecký klub KSČM
- Ing. Jan Bauer – poslanecký klub ODS
- Ing. Tomáš Martínek – poslanecký klub České pirátské strany
- PhDr. Ing. Mgr. Jan Hrnčíř, MBA, LL. M. – poslanecký klub Svoboda a přímá demokracie - Tomio Okamura
- Ing. Věslav Michalík, CSc., člen – poslanecký klub STAN
- Ing. Markéta Pekarová Adamová, člen – poslanecký klub TOP 09

### 6. Zástupci senátorských klubů
- Mgr. Miroslav Adámek – senátorský klub ANO 2011
- Emílie Třísková – senátorský klub ČSSD
- Mgr. Šárka Jelínková – senátorský klub KDU-ČSL a nezávislí
- Ing. Tomáš Goláň, člen – senátorský klub Klub pro liberální demokracii - SENÁTOR 21
- RNDr. Miloš Vystrčil, člen – senátorský klub ODS
- MUDr. et Bc. Marek Hilšer, Ph.D., člen – senátorský klub Starostové a nezávislí

## Jednání
| Jednání | Datum              |
| ------- | ------------------ |
| 1.      | 22. února 2019     |
| 2.      | 22. března 2019    |
| 3.      | 3. května 2019     |
| 4.      | 24. května 2019    |
| 5.      | 28. června 2019    |
| 6.      | 6. září 2019       |
| 7.      | 11. října 2019     |
| 8.      | 15. listopadu 2019 |
| 9.      | 10. ledna 2020     |
| 10.     | 28. února 2020     |
| 11.     | 3. července 2020   |
| 12.     | 27. listopadu 2020 |